# محمد علي الرشيدي
محمد علي الرشيدي مواليد 11 فبراير 1923، هو لاعب كرة سلة مصري. مثّل منتخب بلاده. شارك في دورة الألعاب الأولمبية الصيفية سنة 1952.

## روابط خارجية
- محمد علي الرشيدي على موقع الاتحاد الدولي لكرة السلة (الإنجليزية)
- محمد علي الرشيدي على موقع الاتحاد الدولي لكرة السلة (الإنجليزية)
- محمد علي الرشيدي على موقع الاتحاد الدولي لكرة السلة (الإنجليزية)
- محمد علي الرشيدي على موقع سبورتس رفرنس (الإنجليزية)
- محمد علي الرشيدي على موقع أوليمبيديا (الإنجليزية)